# Me! (singel Taylor Swift)
"Me!" (zapis stylizowany: ME!) – utwór amerykańskiej piosenkarki i autorki tekstów Taylor Swift z gościnnym udziałem Brendona Urie, lidera zespołu pop-rockowego Panic! at the Disco wydany 26 kwietnia 2019 roku nakładem wytwórni Republic Records i Taylor Swift Productions, Inc. jako główny singel promujący nadchodzący siódmy album studyjny artystki, Lover.
Utwór był nominowany w 3 kategoriach na MTV Video Music Awards 2019, z czego wygrał jedną z nich: Najlepsze efekty specjalne.
Singiel w Polsce uzyskał status platynowej płyty.

## Teledysk
W dniu wydania singla wideoklip wyreżyserowany przez Dave'a Meyersa miał swoją premierę na oficjalnym kanale Swift w serwisach VEVO i YouTube.

## Historia wydania
| Region            | Data             | Format                               | Wytwórnia                      | Przypisy |
| ----------------- | ---------------- | ------------------------------------ | ------------------------------ | -------- |
| Cały świat        | 26 kwietnia 2019 | Digital download, media strumieniowe | Taylor Swift Productions, Inc. | [ 6 ]    |
| Włochy            | 26 kwietnia 2019 | Contemporary hit radio               | Universal Music Group          | [ 7 ]    |
| Wielka Brytania   | 26 kwietnia 2019 | Contemporary hit radio               | Virgin EMI Records             | [ 8 ]    |
| Stany Zjednoczone | 29 kwietnia 2019 | Adult contemporary radio             | Republic Records               | [ 9 ]    |
| Stany Zjednoczone | 30 kwietnia 2019 | Contemporary hit radio               | Republic Records               | [ 10 ]   |